# Gustav Gurschner

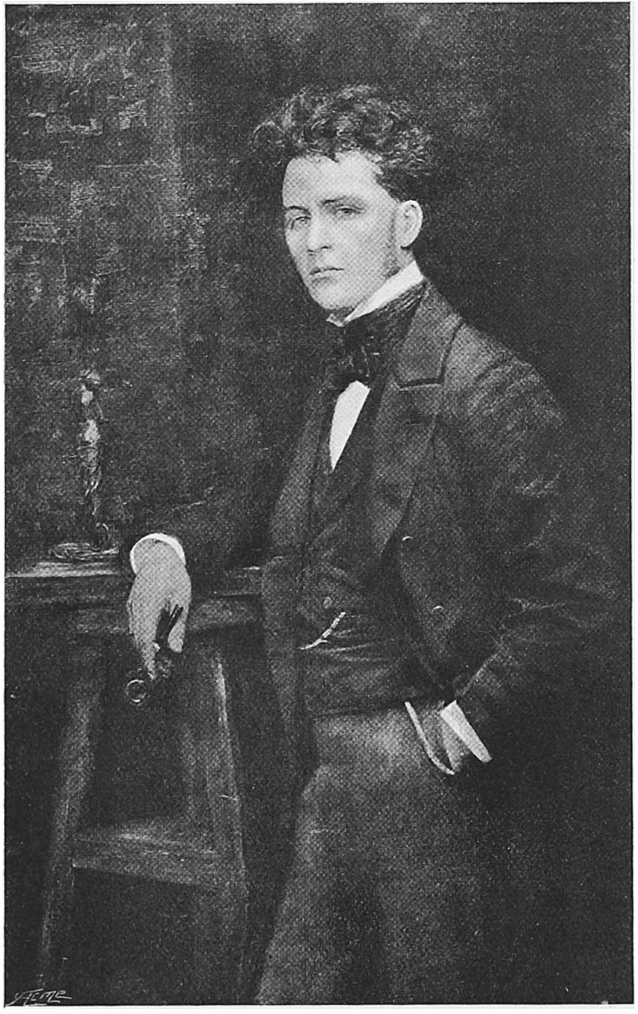
Gustav Gurschner (1900)

Gustav Gurschner (* 28. September 1873 in Mühldorf am Inn; † 2. August 1970 in Wien) war ein österreichischer Bildhauer.

## Leben und Wirken
Sein Vater Alfons Gurschner war Vermessungsingenieur und heiratete in Bozen Aloisia Grass, die Tochter eines Messerschmieds. Sohn Gustav kam während eines Auslandsaufenthalts – der Vater war an einem Flussregulierungsprojekt zur Regulierung des Inn in Bayern beteiligt – zur Welt.
Gustav Gurschner besuchte die Volks- und die Bürgerschule in Bozen; den Sommer verbrachte er regelmäßig mit seinen Geschwistern bei den Großeltern in Mölten.
1885 ging Gurschner auf die Bozner Fachschule für Holz- und Steinbearbeitung; kurze Zeit war er auch an der Fachschule in Laas-Vinschgau. 1888 wechselte er auf Anraten seines Bozner Lehrers Haider an die Kunstgewerbeschule nach Wien. Seine Lehrer waren August Kühne sowie von 1891 bis 1894 Otto König.
Nach seinem Militärdienst als Einjährig-Freiwilliger bei den Kaiserjägern in Innsbruck (1895/96) wechselte er nach München, wo er sich in der Großplastik fortbilden wollte. Er heiratete Alice Pollak, die sich als Schriftstellerin betätigte.
1897 reiste Gurschner nach Paris, wo er seine Begeisterung für den Jugendstil entdeckte. Maßgeblich inspiriert wurde er dort von Künstlern des Art Nouveau wie Alexandre Charpentier, der ihn auch zur Gestaltung von Gebrauchsgegenständen und Kleinplastik animierte. So stellte er eine Vielzahl kunstgewerblicher Objekte wie Türklopfer, Leuchter, elektrische Lampen, Gürtelschnallen und viele weitere Gegenstände des täglichen Hausgebrauchs her.
Er beteiligte sich an Ausstellungen der Wiener Secession, einer Künstlergruppe, die sich von der Hauptrichtung des Jugendstil abgespalten hatte. Im Zuge der Aufspaltung der Secession schloss sich Gurschner mit Gleichgesinnten zum Hagenbund zusammen, der 1908 ein Künstlerhaus errichtete, in dem Kunstausstellungen stattfinden konnten. Gurschner war langjähriger Obmann des Künstlerbundes und des Kunsthauses.

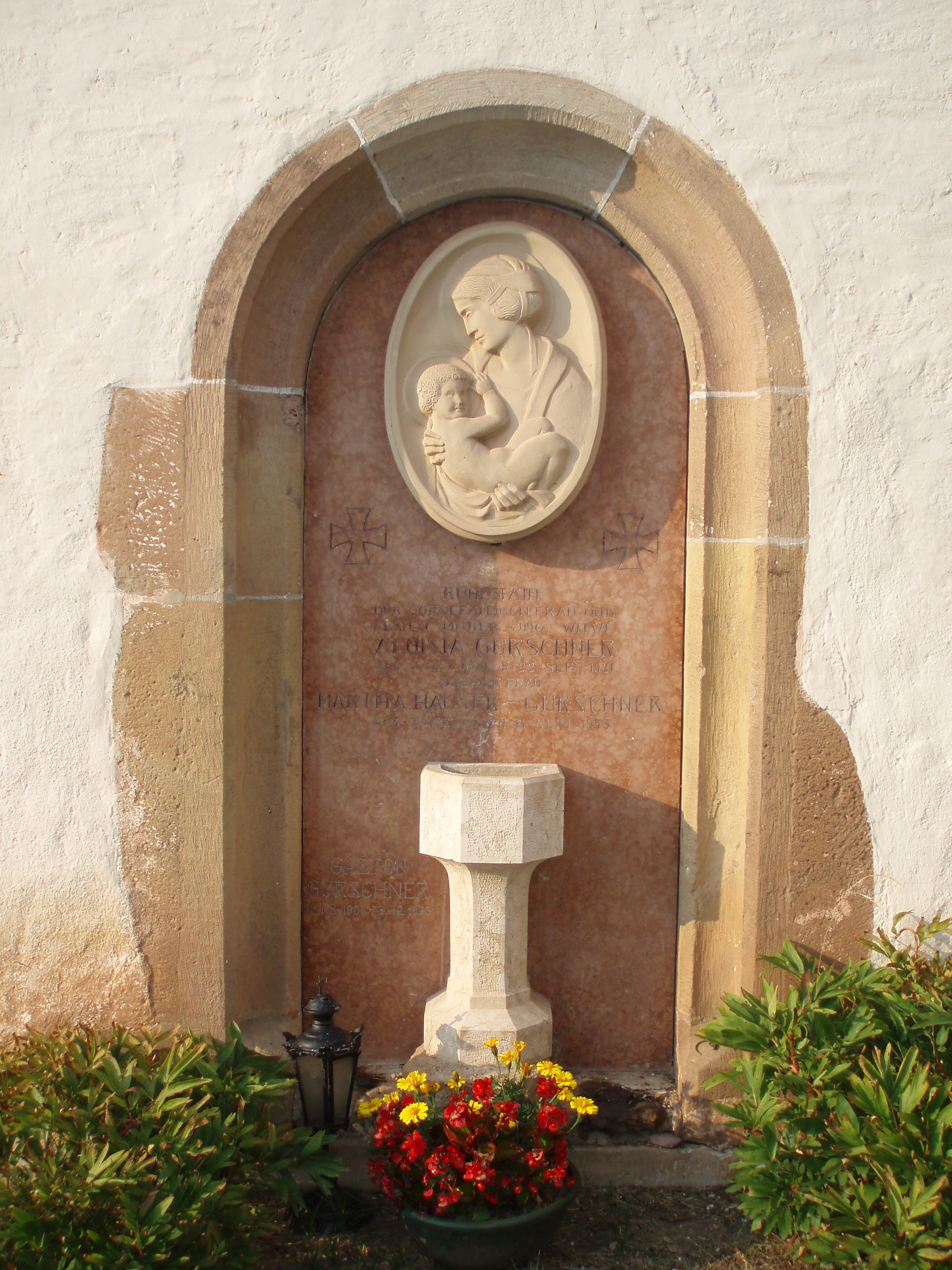
Grabstein von Gurschners Mutter an der St.-Anna-Kirche in Mölten, gefertigt von Gustav Gurschner

Gurschners Hauptbetätigungsfeld wurde das Porträt. Er porträtierte Mitglieder des österreichischen Kaiserhauses, Politiker, Künstler, Industrielle und Adelige. Stilistisch war er ein Gegner der Entwicklung vom Expressionismus zur abstrakten Kunst und blieb seinen eher gegenständlichen und ästhetisch begründeten Kunstvorstellungen aus der Zeit des Jugendstils treu.
Gurschner wurde als Künstler auch an den Königshof von Rumänien gerufen, wo er unter anderem die junge Königin Maria und König Carol I. porträtierte.
Im Juni 1914 war Gurschner mit Leopold Wirth Initiator einer Kampagne zur Anwerbung einer Freiwilligenarmee, die den albanischen Fürsten Wilhelm Prinz zu Wied in Durrës gegen aufständische Truppen unterstützen sollte. Nach einer erfolgreichen Euphorie mit zweitausend angeworbenen Freiwilligen in zwei Tagen, stockte die Aktion, die nach italienischer Intervention beendet wurde. Anfang Juli kamen schließlich einhundertfünfzig Freiwillige in Albanien an.
Gurschner war auch ein früher Motorsportler. Er zählte zu den ersten Sportautofahrern Österreichs. Auf seine Anregung hin wurden das k.k. Freiwillige Automobilkorps und das k.k. Freiwillige Motorfahrerkorps für das Militär gegründet. Als Oberleutnant (der Reserve) wurde er schließlich zum Kommandanten des k.k. Freiwilligen-Motorfahrkorps ernannt. Seine Kontakte zur Armee fand auch in vielen Auszeichnungen, Abzeichen und Denkmälern für die Gefallenen des Ersten Weltkriegs ihren Niederschlag, wie etwa im Reiterdenkmal für die Gefallenen des k.u.k. Dragoner-Regiments Nr. 14 in der Wiener Augustinerkirche.
Erst im letzten Kriegsjahr, am 10. April 1918, wurde Gustav Gurschner in die Kunstgruppe des k.u.k. Kriegspressequartiers aufgenommen. Etwa 80 Entwürfe von Armeeplaketten, die zugunsten der Kriegsfürsorge von ihm geschaffen wurden, brachten ihm eine halbe Million Kronen ein.
Er starb im Alter von 96 Jahren in Wien und wurde auf dem Hietzinger Friedhof (Gruppe 70, Grabnummer 19) am 7. August 1970 beigesetzt.
Gurschners Bruder Emil (1886–1938) war ebenfalls Bildhauer; Gustavs und Emils Neffe Herbert (1901–1975) war als Maler u. a. in London tätig.

## Ehrungen
- Silberne Medaille für Plastik und bronzene Medaille für das Kunstgewerbe auf der Pariser Weltausstellung 1900
- Goldene Medaille in Turin
- Viktoria-Orden in London
- Verdienstorden und Ehrenzeichen für Wissenschaft und Kunst in Deutschland
- Kommandeurkreuz der Krone in Rumänien
- Offizierskreuz des Franz-Joseph-Ordens
- Lorbeer des Künstlerhauses in Wien
- Ehrentitel eines Professors

## Werke (Auszug)
- Bildnisrelief Kaiser Franz Joseph I., 1907, Bronzeguss, 45 × 4 cm, Heeresgeschichtliches Museum, Wien
- Bildnisrelief Karl von Kopal, 1911, Bronzeguss, 56 × 5 × 45 cm, Heeresgeschichtliches Museum, Wien
- Reliefplakette Plakette des k.k. freiwilligen Automobilkorps, Messingblech, 44 × 4 × 51 cm, Heeresgeschichtliches Museum, Wien